# Aaron Russo
Aaron Russo (n. 14 februarie 1943, Brooklyn – d. 24 august 2007, Los Angeles) a fost un om de afaceri american din industria divertismentului, producător și regizor de film, politician libertarian și activist politic. Este cel mai cunoscut pentru producția unor filme ca  Pariul, Băieți deștepți și The Rose. Spre sfârșitul vieții sale, a creat diferite documentare politice, cele mai renumit fiind Mad as Hell și America: Freedom to Fascism. După șase ani de luptă cu un cancer de vezică urinară (en), Russo a decedat la 24 august 2007 la Cedars-Sinai Medical Center din Los Angeles..

## Biografie
Aaron Russo s-a născut în Brooklyn, New York, în 1943. A crescut în Long Island, unde a lucrat pentru afacerea cu lenjerie  de corp a familiei sale.
În aprilie 1968, Russo a deschis clubul de noapte Kinetic Playground din Chicago, Illinois, denumit inițial Electric Theater.  Aici au cântat numeroase grupuri rock proeminente și muzicieni, cum ar fi The Grateful Dead, Iron Butterfly, Jefferson Airplane, Janis Joplin, Led Zeppelin, Rotary Connection sau The Who.
În plus față de deținerea propriului său club de noapte, Russo a administrat o serie de numere muzicale de-a lungul anilor 1970, inclusiv The Manhattan Transfer și Bette Midler.

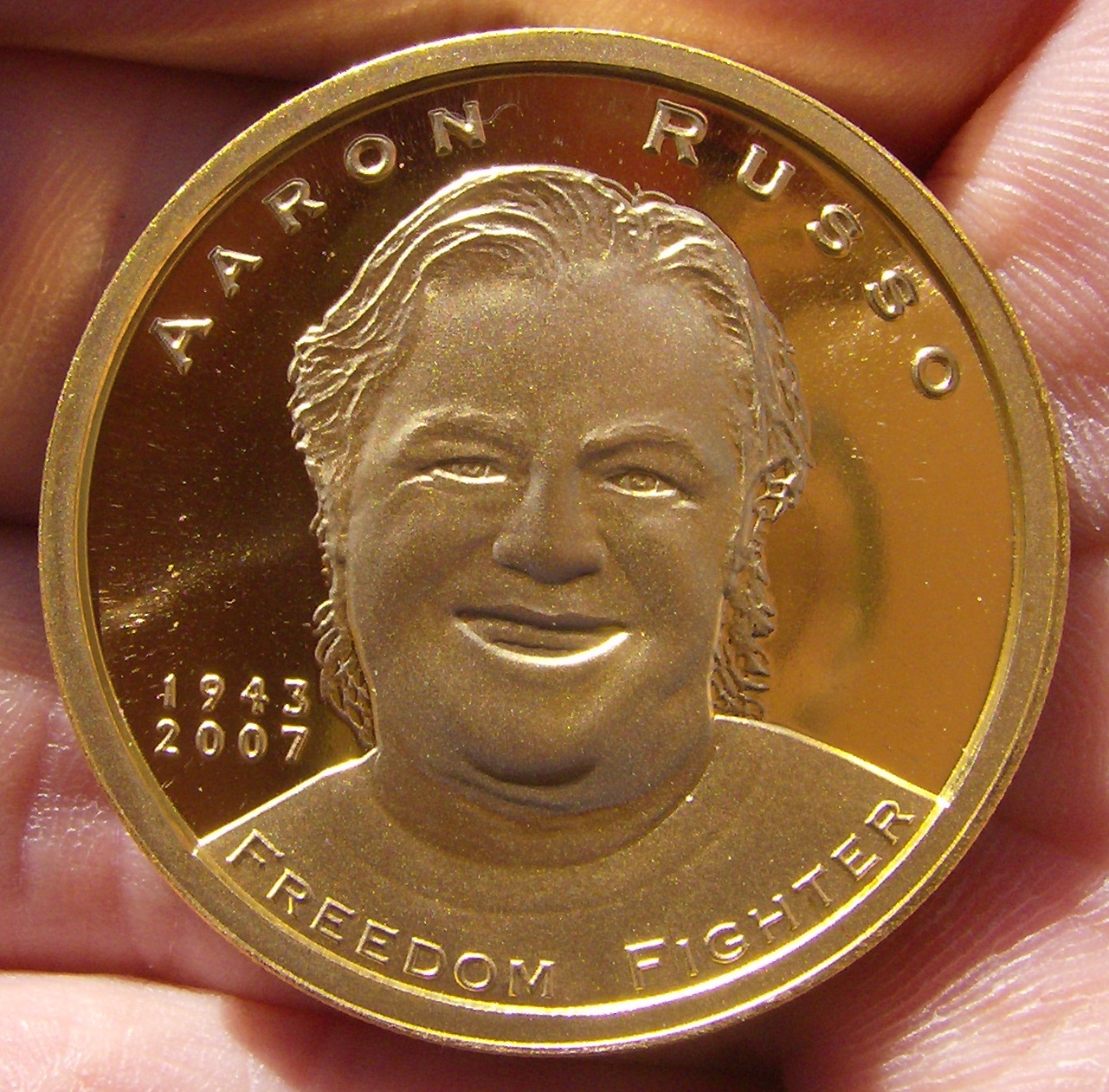
The Aaron Russo Gold Commemorative Memorial Piece.

Russo apoi a intrat în industria cinematografică, regizând și producând filme, șase dintre acestea cu nominalizări la Premiul Oscar și două având nominalizări la Premiul Globul de Aur.

## Carieră politică
În ianuarie 2004, Russo și-a anunțat candidatura pentru președinția SUA, inițial în calitate de candidat independent, apoi ca reprezentant al libertarienilor. La 14 ianuarie 2007 l-a sprijinit pe congresmanul Ron Paul ca un candidat la președinția SUA.

## America: Freedom to Fascism
Ultimul său film, America: Freedom to Fascism, este un documentar politic care critică  agenția SUA de colectare a taxelor IRS și Sistemul Federal de Rezerve și avertizează cu privire la venirea unei Noi Ordini Mondiale. Russo pune întrebări în acest documentar ocolite de orice politician, întrebări de genul: de ce poporul american permite unor bănci private să tipărească bani doar pentru ca guvernul american să se împrumute cu dobândă de la acestea? De ce guvernul american nu tipărește el însuși acești bani, dar acoperiți de rezervele de aur pentru a nu se crea inflație.
Documentarul acoperă o varietate de alte subiecte, cum ar fi impozitul pe venit, cardurile naționale (REAL ID Act), implantarea de cipuri oamenilor, sistemul Diebold de vot electronic, globalizarea, supravegherea totală a populației gen Big Brother,  precum și folosirea terorismului de către guvern ca mijloc de diminuare a drepturilor cetățenilor prin înscenarea unor atentate gen 11 septembrie.
Filmul a fost criticat pentru promovarea unor teorii ale conspirației și pentru unele inexactități, distorsiuni și interpretări eronate. În film apar unele citate atribuite în mod eronat judecătorului James C. Fox, președintelui Woodrow Wilson, Benito Mussolini, Bill Clinton etc.

## Filmografie
- The Bette Midler Show (1976)- producător
- Bette Midler: Ol' Red Hair Is Back (1977) - producător
- The Rose (1979)
- Partners (1982) - producător
- Trading Places (Pariul, 1983)
- Teachers (1984)
- Wise Guys (Băieți deștepți, 1986)
- Rude Awakening (1989) - regizor și producător[13]
- Off and Running (1991) - producător
- America: Freedom to Fascism (2007)[14] - regizor